# Liste des cathédrales de Tuam
Deux confessions chrétiennes ont une cathédrale dans la ville irlandaise de Tuam :
- l’Église anglicane d’Irlande possède la cathédrale Sainte-Marie ;
- l’Église catholique romaine possède la cathédrale Notre-Dame-de-l’Assomption, siège de l’archidiocèse catholique de Tuam et centre de la province catholique de Tuam.